# Andy de Groat
Andy de Groat ou Andrew de Groat, né le 25 novembre 1947 à Paterson dans le New Jersey et mort le 10 janvier 2019 à Montauban,, est un danseur et chorégraphe américain.

## Biographie

### Famille et formation
Andy de Groat, né dans une famille modeste où le père est camionneur, étudie les arts plastiques à la School of Visual Arts de New York lorsqu'il fait la connaissance de Bob Wilson, en 1966, alors qu'il travaille à mi-temps au cinéma de Bleecker Street dans Greenwich Village. Cette rencontre décisive déterminera sa carrière dans le monde du spectacle et de la danse, ainsi que sa vie personnelle en partageant celle de Bob Wilson durant de nombreuses années.

### Travail auprès de Bob Wilson
Andy de Groat participe à l'écriture chorégraphique des pièces théâtrales de Bob Wilson – tout en se produisant parfois comme danseur – dès la fin des années 1960, avec la création à New York de The King of Spain (1968), Life and Death of Sigmund Freud (1969) et surtout Deafman Glance (1970). Durant les années 1970, Andy de Groat participe à la création des plus importantes pièces de Bob Wilson telles que Ouverture lors du Festival de Shiraz-Persepolis en 1972 et Einstein on the Beach lors du Festival d'Avignon 1976.

### Compagnie Red Notes et installation en France
Il crée en 1973 à New York sa compagnie Red Notes avec deux ballets fondateurs : Red Notes et Fan Dance (La Danse des éventails) qui sera considérée comme la signature de la compagnie et l'une de ses pièces les plus représentées. Après les succès de ses créations en Europe, Andy Degroat s'installe avec sa compagnie en France en 1982, tout d'abord en résidence à Paris – où il travaille avec le Groupe de recherches chorégraphiques de l'Opéra de Paris –, puis à Tarbes, en banlieue parisienne, et également à Montauban de 1997 à 2001.
À partir du début des années 1980, il reprend, généralement avec humour, des pièces du répertoire classique tels que Le Lac des cygnes créé en 1982 pour trois interprètes, Casse-noisette, La Bayadère, Giselle. Durant cette période, il chorégraphie de nombreux ballets pour deux danseurs étoiles de l'Opéra de Paris, Wilfride Piollet et Jean Guizerix ainsi que pour Jean-Christophe Paré.
Au début des années 2000, Andy de Groat subit un important accident vasculaire cérébral qui l'oblige à cesser puis réduire ses activités, bien qu'il ait réussi par la suite à remonter des pièces historiques de Red Notes et créer en 2009 sa dernière grande chorégraphie, La Folie d'Igitur.
Le C.C.I.N.P. andy de Groat , association, voit le jour en 2019, afin de  mener à bien les projets autour de l’œuvre du chorégraphe,  et faire connaître, transmettre, et promouvoir son œuvre.

## Style chorégraphique
Andy de Groat est reconnu comme un spécialiste du mouvement tournant (spinning).
Pour mieux connaitre son œuvre : une exposition est en cours[Quand ?] au CN D Pantin.

## Principales chorégraphies
- 1977 : Red Notes
- 1978 : Waiting for Godot - Fan Dance (La Danse des éventails)
- 1980 : Échappée
- 1983 : Nouvelle Lune, c'est-à-dire
- 1984 : La Belle et la Bête
- 1991 : Le Stabat (création avec la compagnie Red-Notes d'après le Stabat Mater de Pergolèse et la participation du compositeur Michael Galasso)
- 1991 : La Flûte enchantée de Mozart, chorégraphie pour la mise en scène de Bob Wilson à l'Opéra Bastille
- 1992 : Giselle Échappée et autres variations
- 1992 : The Rake's Progress d'Igor Stravinsky, chorégraphie pour la mise en scène d'Alfredo Arias lors du Festival d'Aix-en-Provence
- 1993 : La Bayadère (création)
- 1994 : Les Sept Dernières Paroles du Christ
- 1995 : Tangos (création)
- 1996 : Le Lac des cygnes (reprise)
- 1996 : Le Casse-Noisette (reprise)
- 2009 : La Folie d'Igitur
- 2018 : Cocteau Cocktail

## Distinctions
- 2000 : Commandeur dans l'ordre des arts et des lettres (officier 1985)[7]